# Atolón Thaa
El Atolón Thaa o Kolhumadulhu es un atolón de las Maldivas. Está ubicado en el sur de las Maldivas, entre las latitudes 2° 34' N y 2° 10' N. Se componen de 66 islas de las cuales sólo 12 están habitadas, el resto deshabitadas, con un número importante de islotes en todo el atolón. Su capital es Veymandoo, ubicado en el sur del atolón, a 225,34 km de la capital Malé.